# Lotononis pulchella
Lotononis pulchella är en ärtväxtart som först beskrevs av Ernst Meyer, och fick sitt nu gällande namn av B.-e.van Wyk. Lotononis pulchella ingår i släktet Lotononis och familjen ärtväxter. Inga underarter finns listade i Catalogue of Life.